# Liste der Mitglieder des US-Repräsentantenhauses aus Georgia

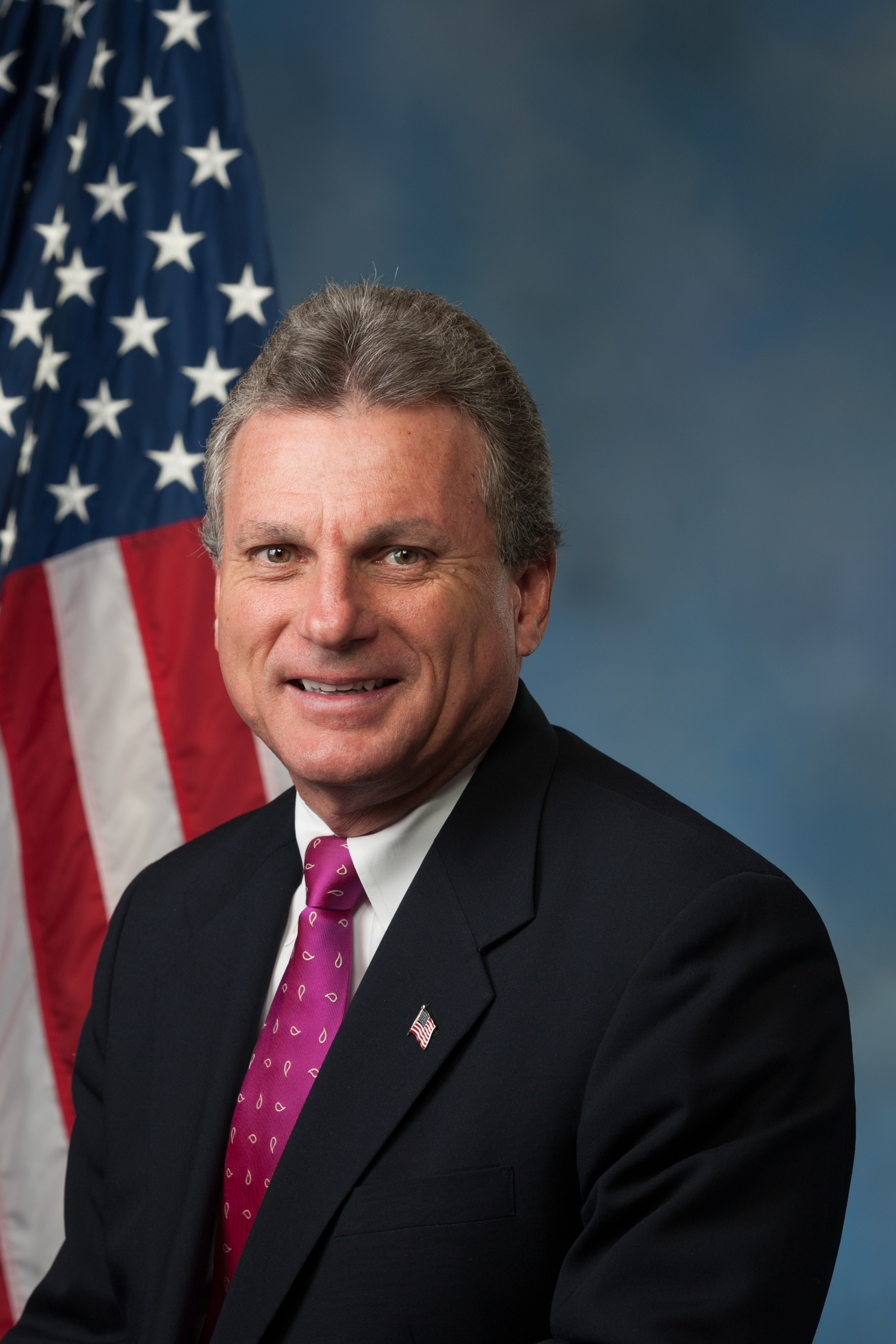
Buddy Carter, derzeitiger Vertreter des 1. Kongresswahlbezirks von Georgia

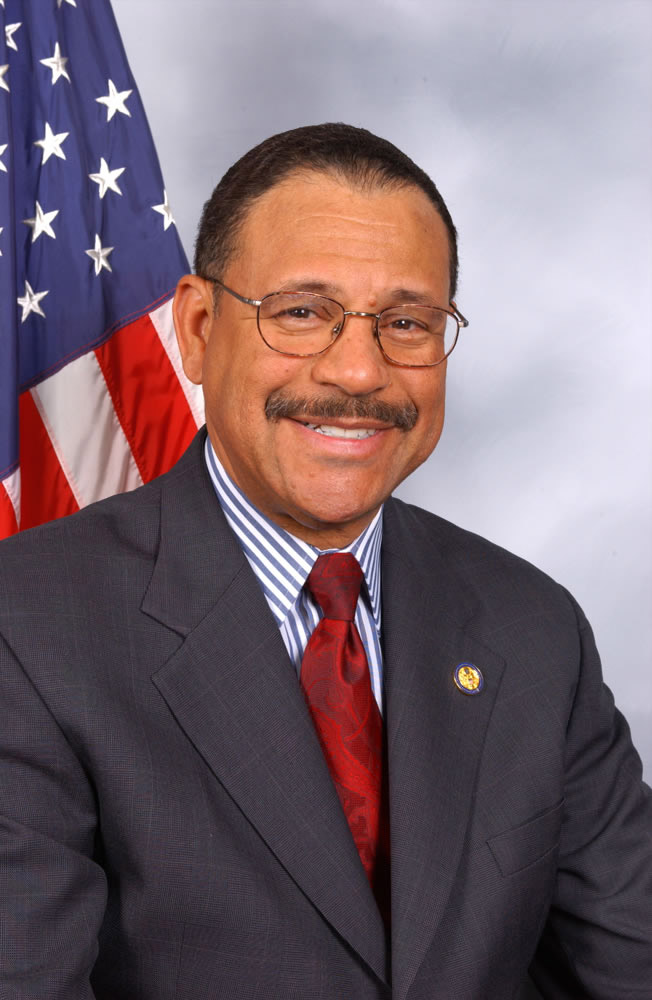
Sanford Bishop, derzeitiger Vertreter des 2. Kongresswahlbezirks von Georgia

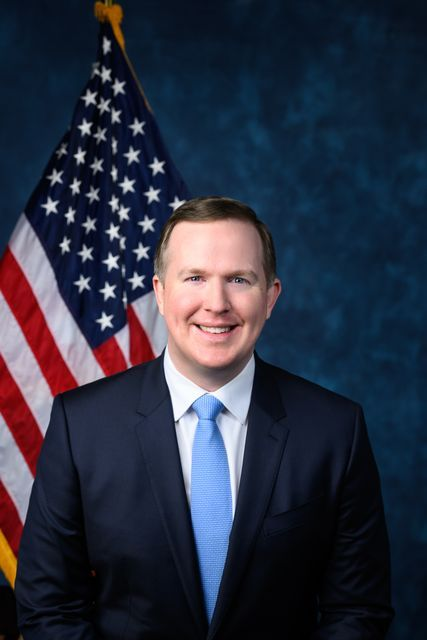
Brian Jack, derzeitiger Vertreter des 3. Kongresswahlbezirks von Georgia

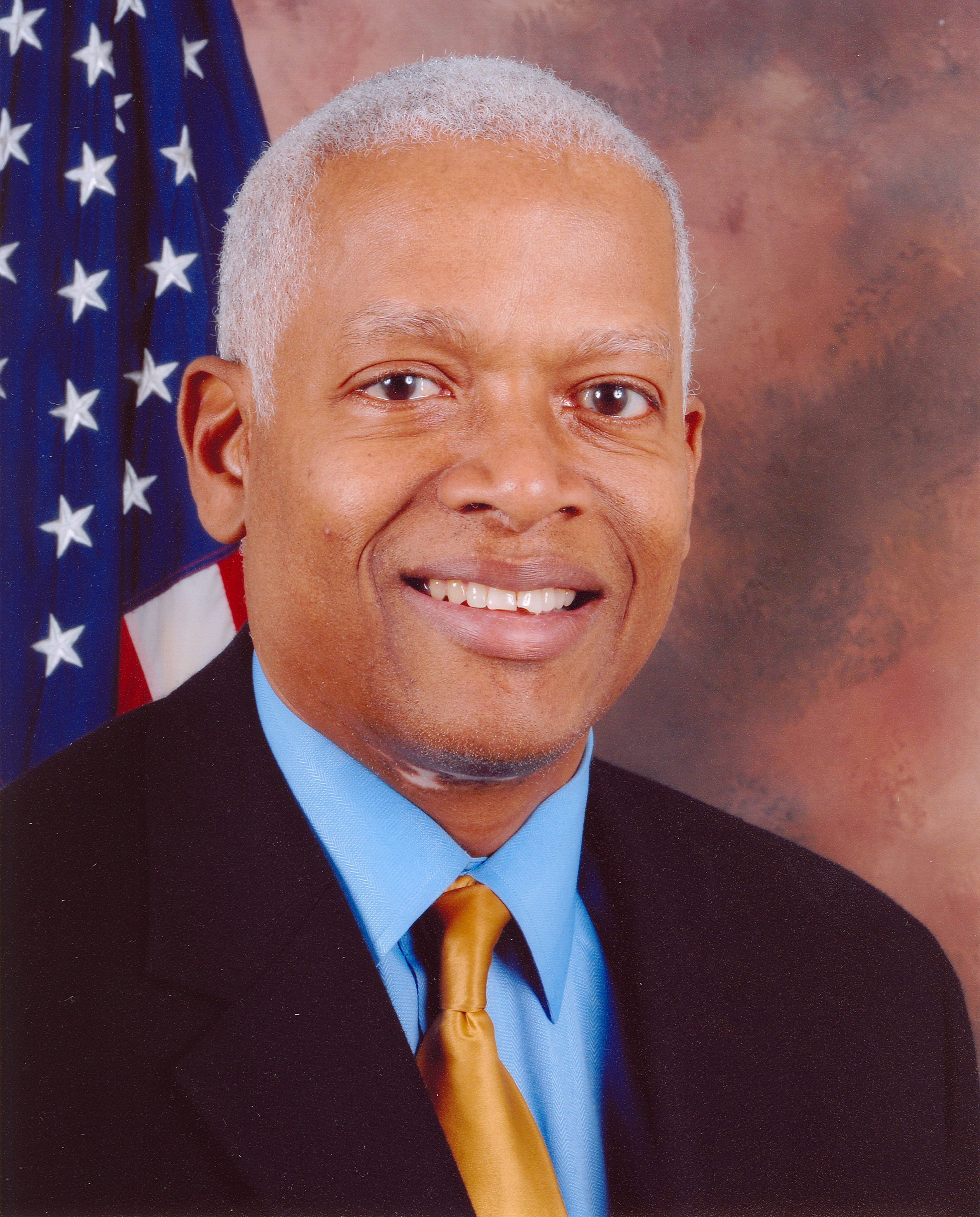
Hank Johnson, derzeitiger Vertreter des 4. Kongresswahlbezirks von Georgia

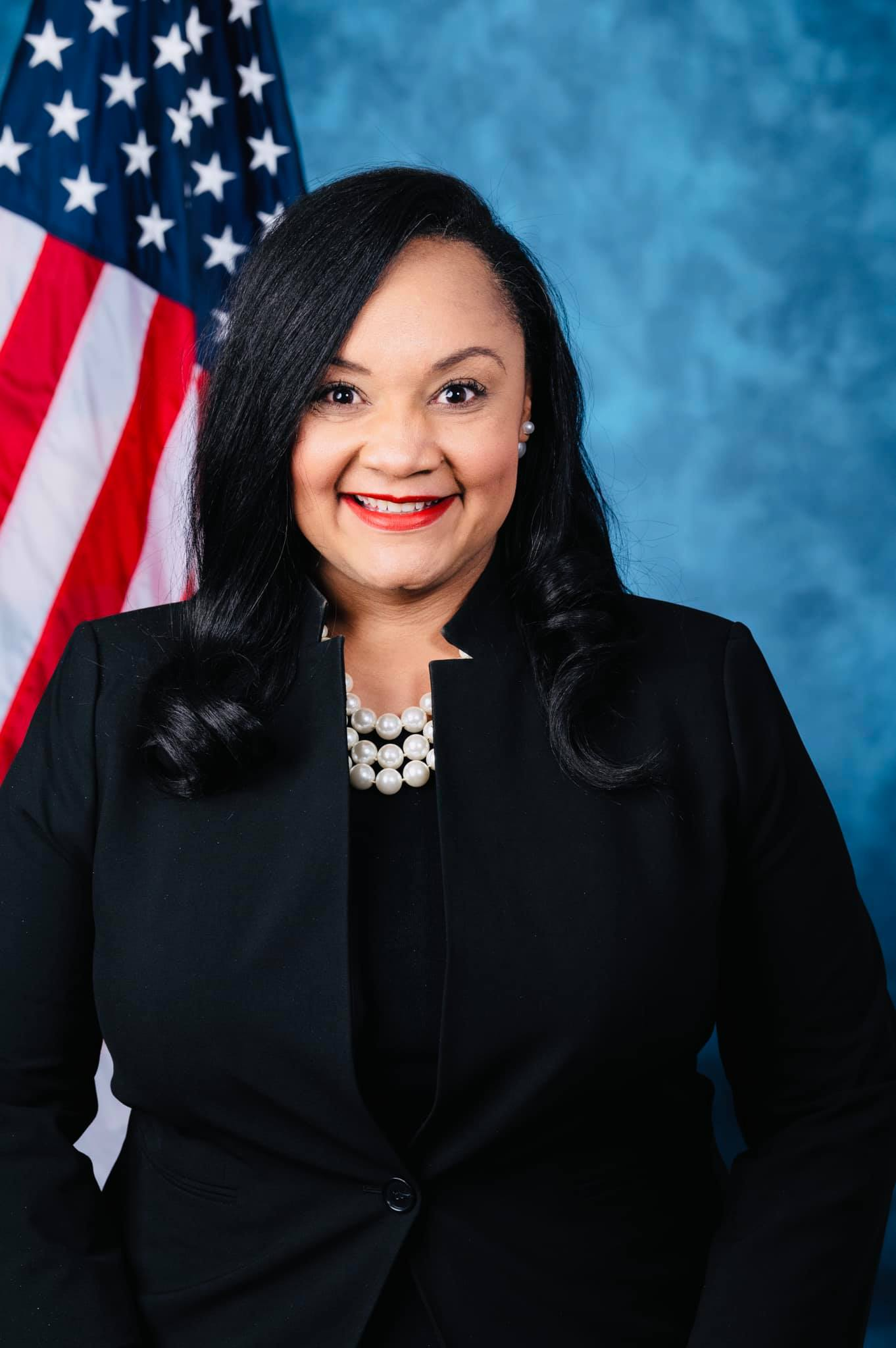
Nikema Williams, derzeitige Vertreterin des 5. Kongresswahlbezirks von Georgia

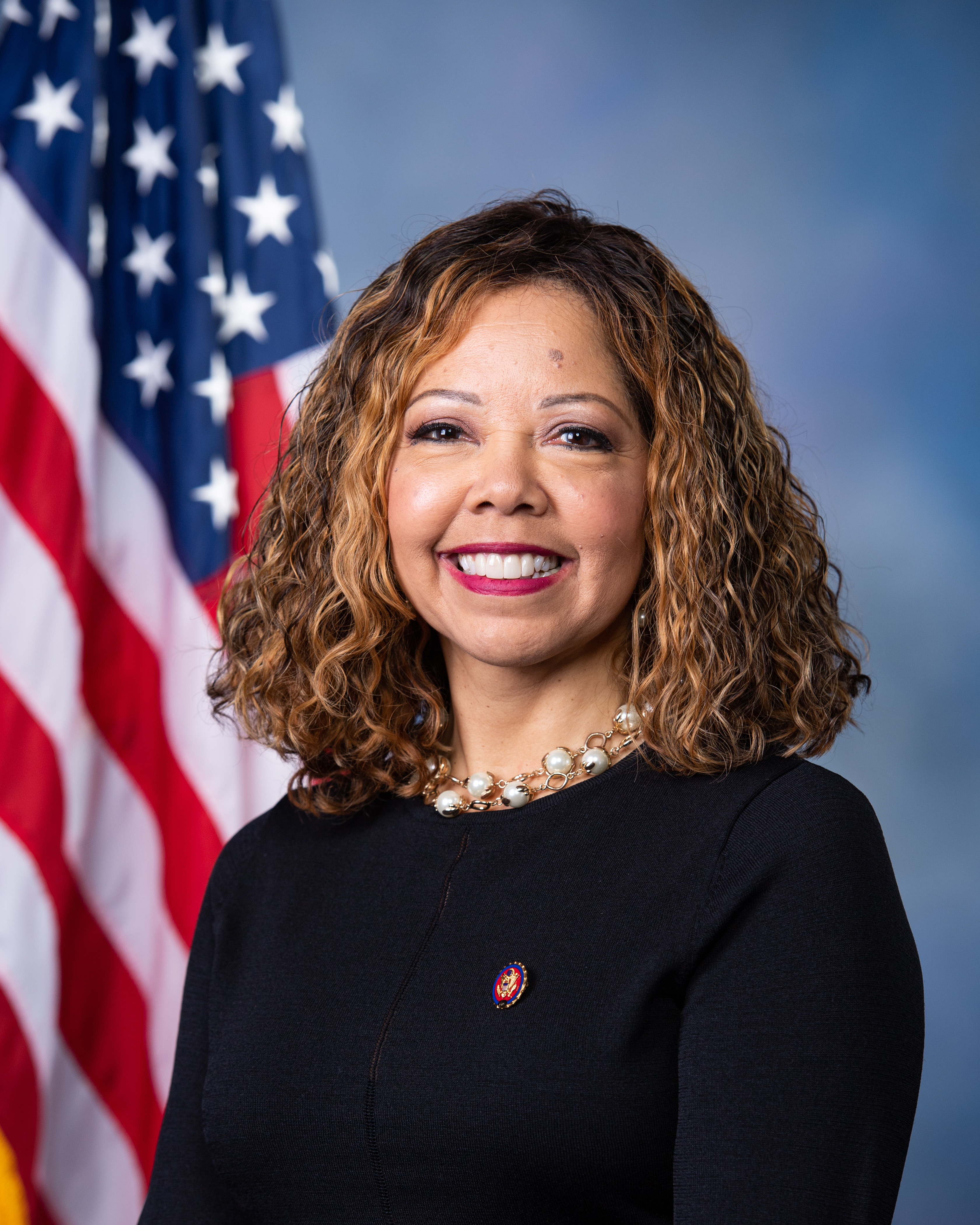
Lucy McBath, derzeitige Vertreterin des 6. Kongresswahlbezirks von Georgia

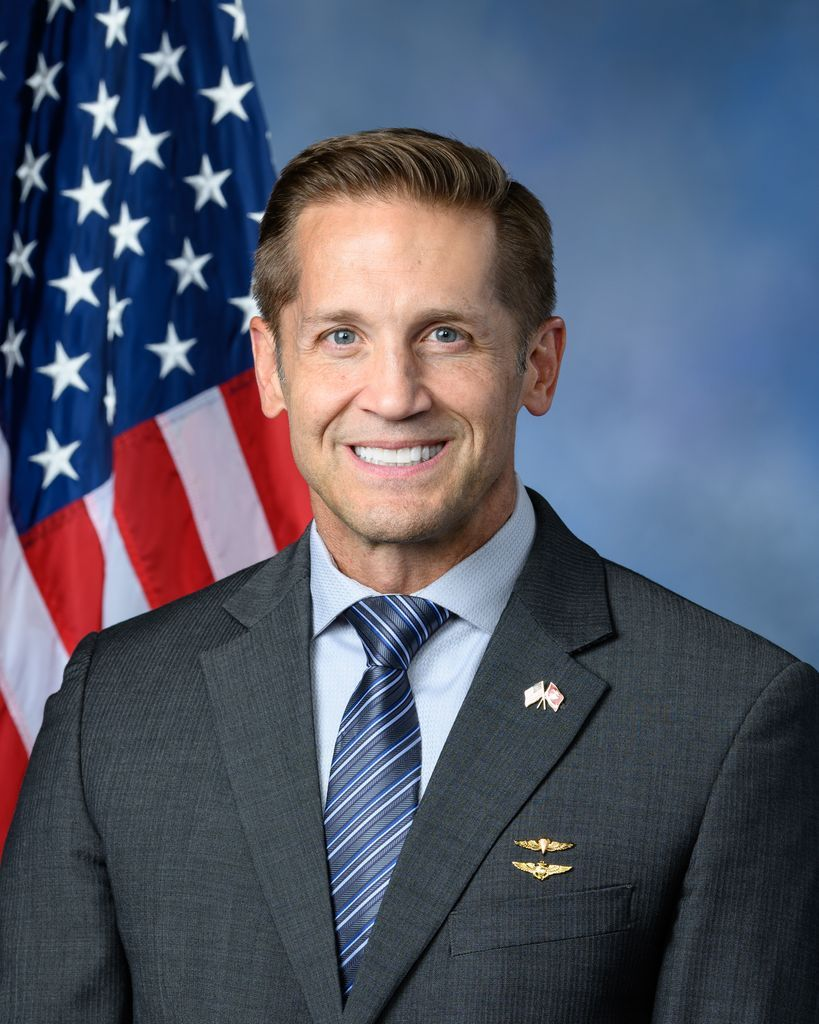
Rich McCormick, derzeitiger Vertreter des 7. Kongresswahlbezirks von Georgia

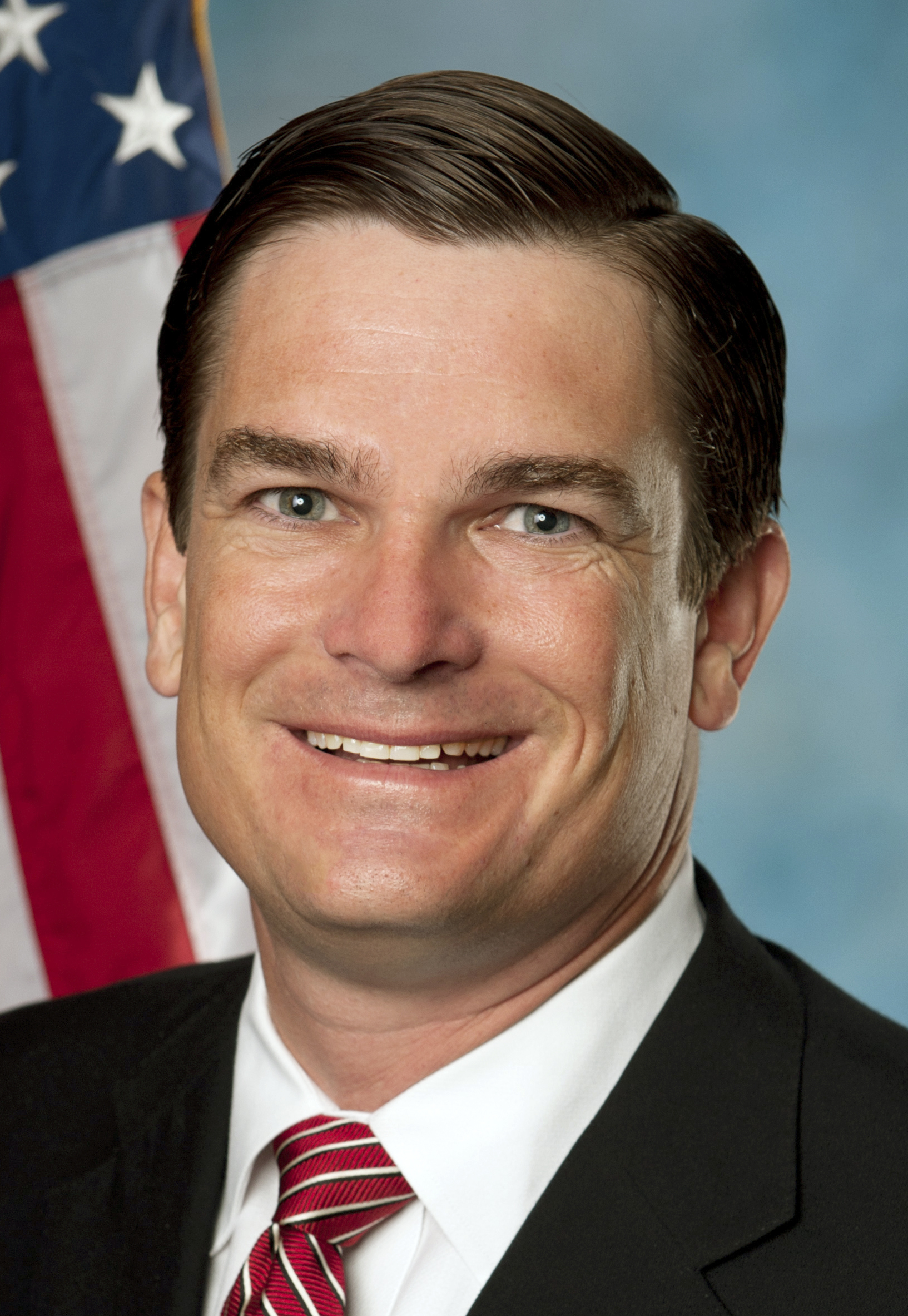
Austin Scott, derzeitiger Vertreter des 8. Kongresswahlbezirks von Georgia

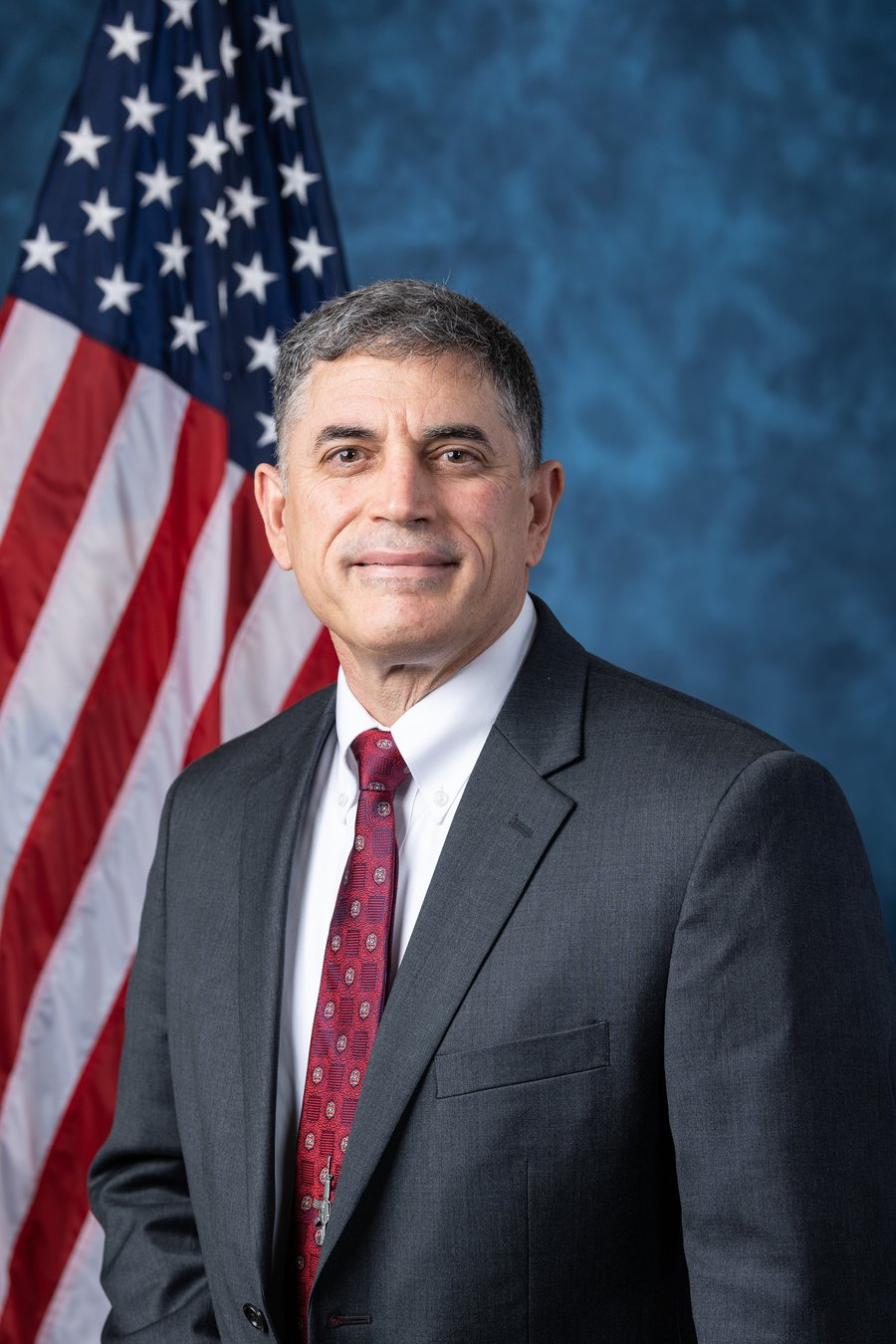
Andrew Clyde, derzeitiger Vertreter des 9. Kongresswahlbezirks von Georgia

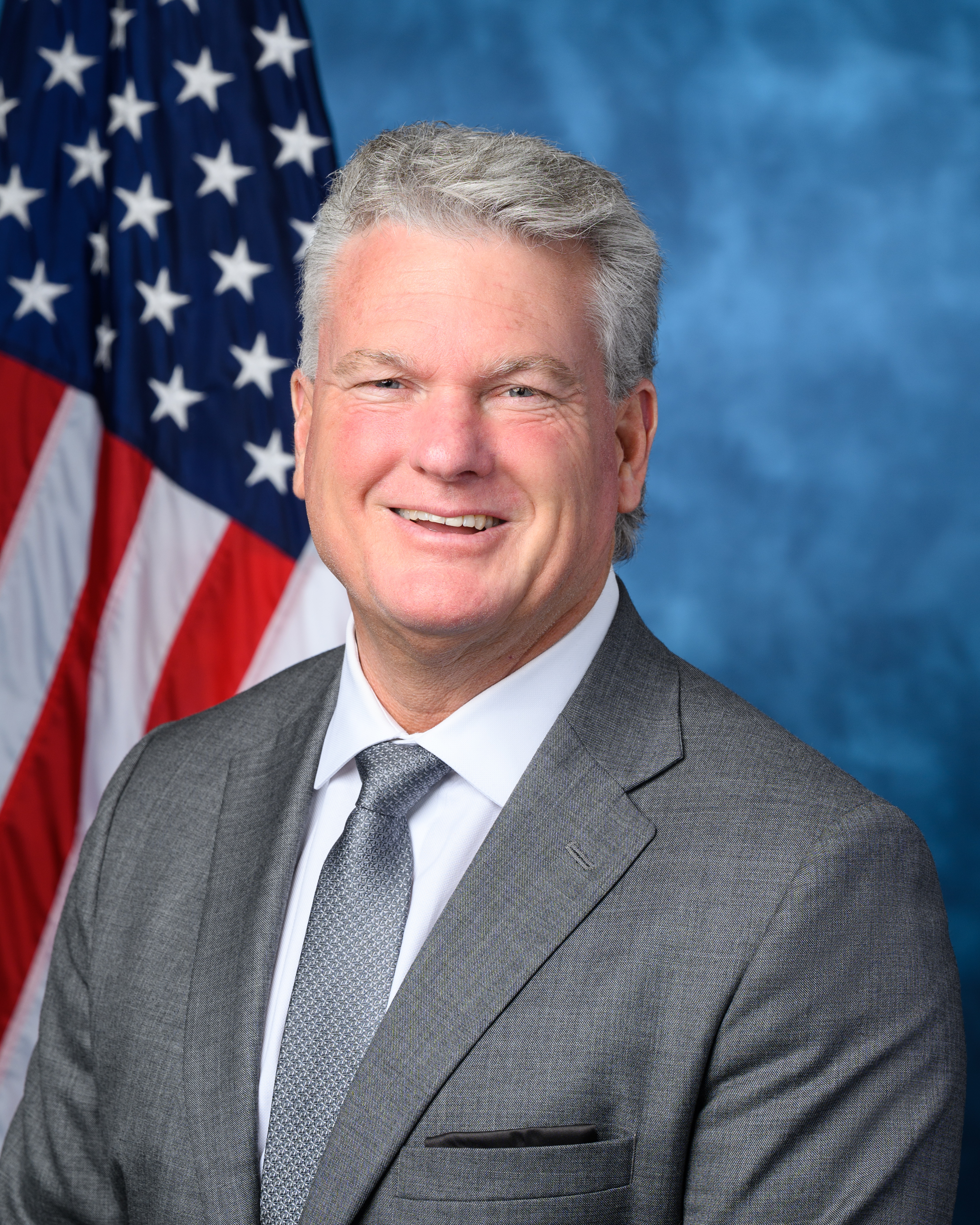
Mike Collins, derzeitiger Vertreter des 10. Kongresswahlbezirks von Georgia

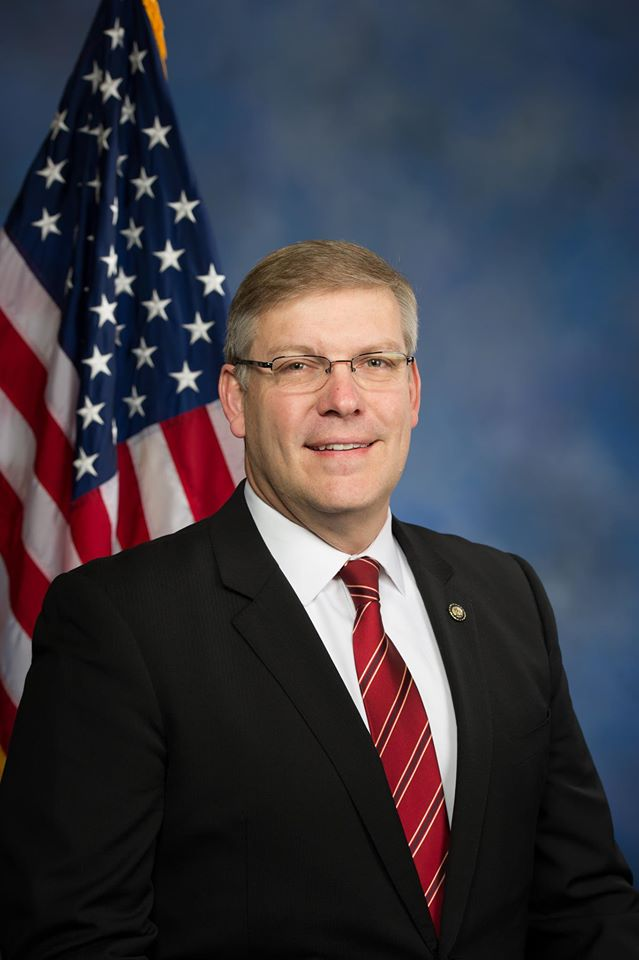
Barry Loudermilk, derzeitiger Vertreter des 11. Kongresswahlbezirks von Georgia

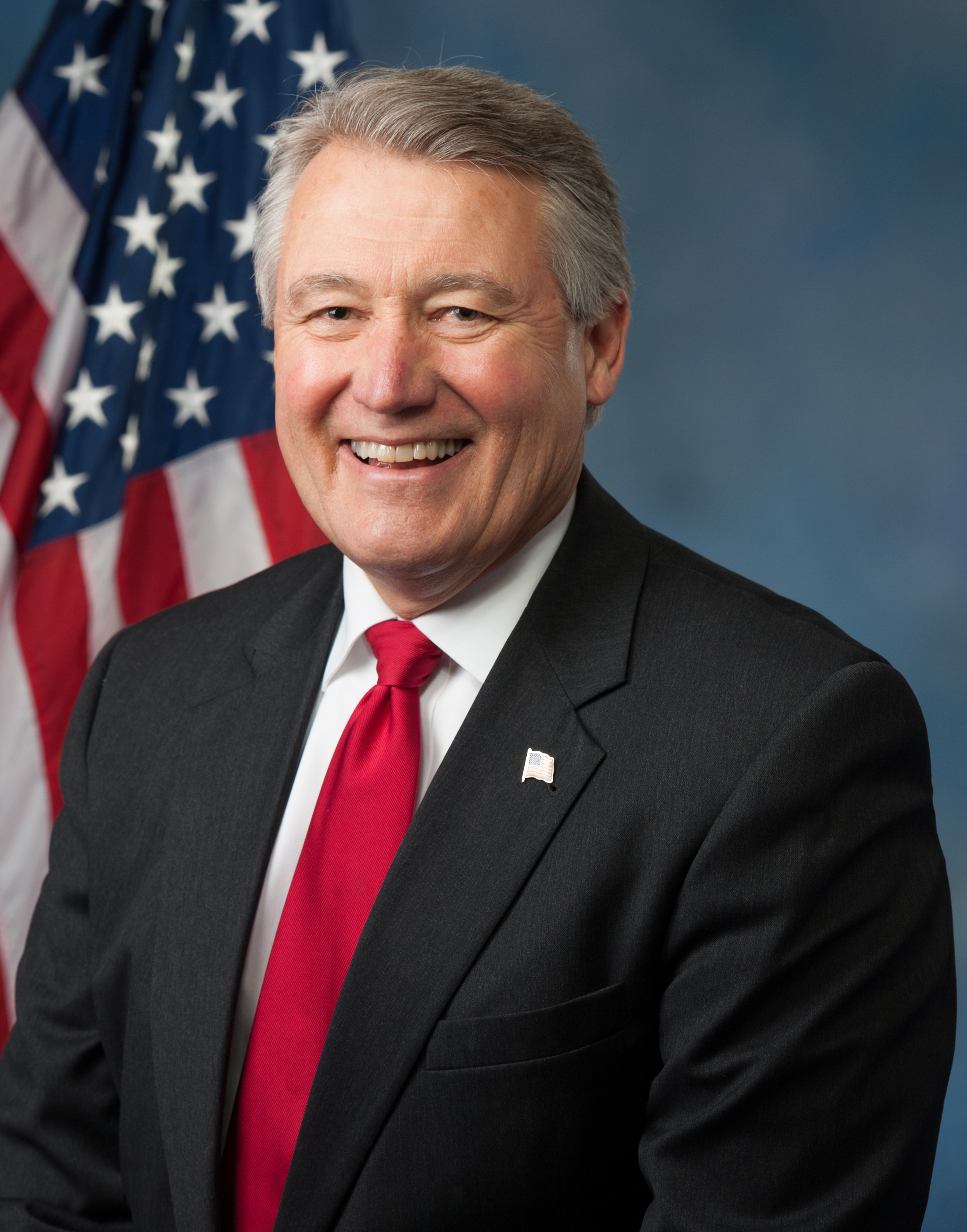
Rick W. Allen, derzeitiger Vertreter des 12. Kongresswahlbezirks von Georgia

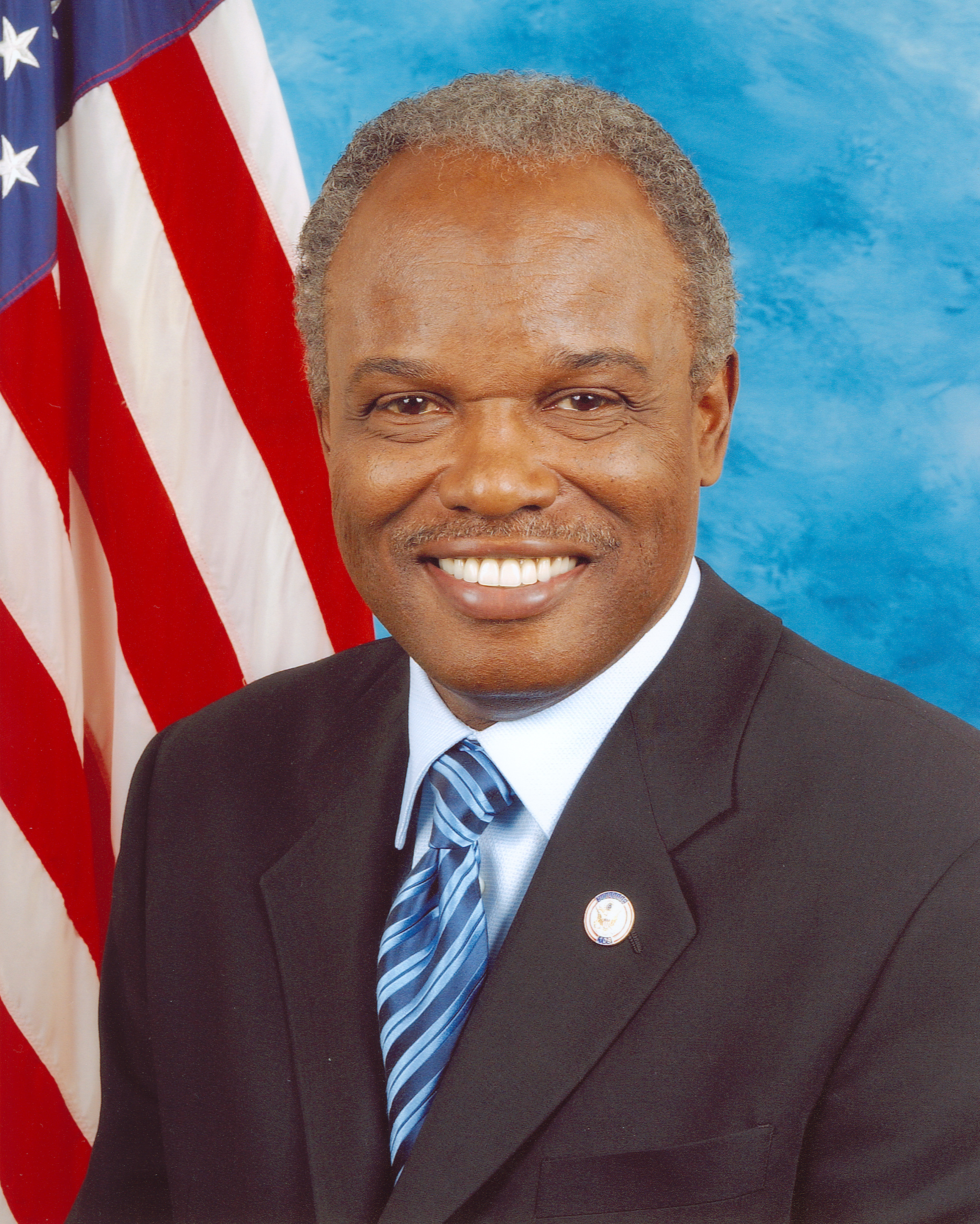
David Scott, derzeitiger Vertreter des 13. Kongresswahlbezirks von Georgia

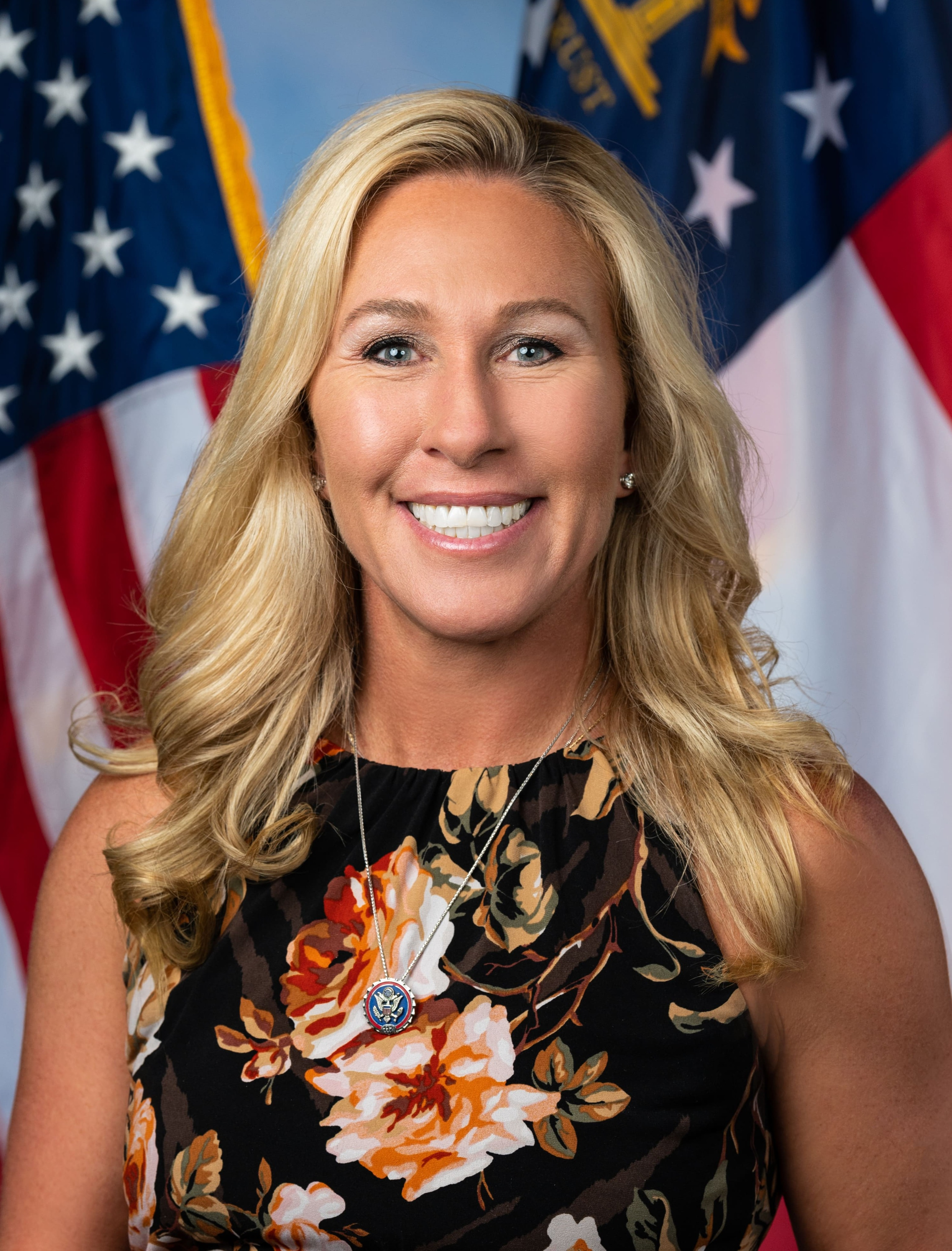
Marjorie Taylor Greene, derzeitige Vertreterin des 14. Kongresswahlbezirks von Georgia

Diese Liste führt alle Politiker auf, die seit 1789 für den Bundesstaat Georgia dem Repräsentantenhaus der Vereinigten Staaten angehört haben. Im ersten und zweiten Kongress stellte Georgia jeweils drei Abgeordnete in dieser Parlamentskammer; bis zum Ausbruch des Bürgerkrieges stieg deren Zahl auf acht an. Von 1861 bis 1868 war der Staat als Folge des Krieges nicht im Kongress vertreten.
Nach der Volkszählung 2000 stieg die Zahl der Kongressabgeordneten aus Georgia 2003 auf 13 und nach der Volkszählung 2010 noch einmal auf 14 an. Die Aufteilung des Staates in Kongresswahlbezirke hatte erstmals von 1789 bis 1793 sowie noch einmal im Jahr 1827 und dann durchgängig seit 1845 Gültigkeit. Bei den Wahlen in der Zwischenzeit traten die Kandidaten für alle Sitze jeweils staatsweit („at large“) an. 1883 wurde der neu entstandene zehnte Sitz letztmals in einer At-large-Wahl vergeben.

## 1. Sitz (seit 1789)
| Name                         | Amtszeit                             | Partei                |
| ---------------------------- | ------------------------------------ | --------------------- |
| Abraham Baldwin              | 4. März 1789 – 3. März 1799          | Democratic Republican |
| James Jones                  | 4. März 1799 – 11. Januar 1801       | Föderalist            |
| John Milledge                | 4. März 1801 – Mai 1802              | Democratic Republican |
| Peter Early                  | 10. Januar 1803 – 3. März 1807       | Democratic Republican |
| Howell Cobb I                | 4. März 1807 – 1812                  | Democratic Republican |
| William Barnett              | 5. Oktober 1812 – 3. März 1815       | Democratic Republican |
| Richard Henry Wilde          | 4. März 1815 – 3. März 1817          | Democratic Republican |
| Joel Abbot                   | 4. März 1817 – 3. März 1825          | Democratic Republican |
| Charles Eaton Haynes         | 4. März 1825 – 3. März 1831          | Demokrat              |
| Daniel Newnan                | 4. März 1831 – 3. März 1833          | Demokrat              |
| John E. Coffee               | 4. März 1833 – 25. September 1836    | Demokrat              |
| William Crosby Dawson        | 7. November 1836 – 13. November 1841 | Whig                  |
| Mark Anthony Cooper          | 4. März 1839 – 3. März 1841          | Demokrat              |
| Alexander Hamilton Stephens  | 2. Oktober 1843 – 3. März 1845       | Whig                  |
| Thomas Butler King           | 4. März 1845 – 3. März 1850          | Whig                  |
| Joseph Webber Jackson        | 4. März 1850 – 3. März 1853          | Demokrat              |
| James Lindsay Seward         | 4. März 1853 – 3. März 1859          | Demokrat              |
| Peter Early Love             | 4. März 1859 – 23. Januar 1861       | Demokrat              |
| Joseph Wales Clift           | 25. Juli 1868 – 3. März 1869         | Republikaner          |
| William Wiseham Paine        | 22. Dezember 1870 – 3. März 1871     | Demokrat              |
| Archibald Thompson MacIntyre | 4. März 1871 – 3. März 1873          | Demokrat              |
| Morgan Rawls                 | 4. März 1873 – 24. März 1874         | Demokrat              |
| Andrew Sloan                 | 24. März 1874 – 3. März 1875         | Republikaner          |
| Julian Hartridge             | 4. März 1875 – 8. Januar 1879        | Demokrat              |
| William Bennett Fleming      | 10. Februar 1879 – 3. März 1879      | Demokrat              |
| John Calhoun Nicholls        | 4. März 1879 – 3. März 1881          | Demokrat              |
| George Robison Black         | 4. März 1881 – 3. März 1883          | Demokrat              |
| John Calhoun Nicholls        | 4. März 1883 – 3. März 1885          | Demokrat              |
| Thomas Manson Norwood        | 4. März 1885 – 3. März 1889          | Demokrat              |
| Rufus Ezekiel Lester         | 4. März 1889 – 16. Juni 1906         | Demokrat              |
| James Whetstone Overstreet   | 3. Oktober 1906 – 3. März 1907       | Demokrat              |
| Charles Gordon Edwards       | 4. März 1907 – 3. März 1917          | Demokrat              |
| James Whetstone Overstreet   | 4. März 1917 – 3. März 1923          | Demokrat              |
| Robert Lee Moore             | 4. März 1923 – 3. März 1925          | Demokrat              |
| Charles Gordon Edwards       | 4. März 1925 – 13. Juli 1931         | Demokrat              |
| Homer Cling Parker           | 9. September 1931 – 3. Januar 1935   | Demokrat              |
| Hugh Peterson                | 3. Januar 1935 – 3. Januar 1947      | Demokrat              |
| Prince Hulon Preston Jr.     | 3. Januar 1947 – 3. Januar 1961      | Demokrat              |
| George Elliott Hagan         | 3. Januar 1961 – 3. Januar 1973      | Demokrat              |
| Ronald Bryan Ginn            | 3. Januar 1973 – 3. Januar 1983      | Demokrat              |
| Robert Lindsay Thomas        | 3. Januar 1983 – 3. Januar 1993      | Demokrat              |
| John Heddens Kingston        | 3. Januar 1993 – 3. Januar 2015      | Republikaner          |
| Earl Leroy Carter            | seit 3. Januar 2015                  | Republikaner          |

## 2. Sitz (seit 1789)
| Name                        | Amtszeit                             | Partei                |
| --------------------------- | ------------------------------------ | --------------------- |
| James Jackson               | 4. März 1789 – 3. März 1791          | parteilos             |
| Anthony Wayne               | 4. März 1791 – 21. März 1792         | parteilos             |
| John Milledge               | 22. November 1792 – 3. März 1793     | parteilos             |
| Thomas Petters Carnes       | 4. März 1793 – 3. März 1795          | Democratic Republican |
| John Milledge               | 4. März 1795 – 3. März 1799          | Democratic Republican |
| Benjamin Taliaferro         | 4. März 1799 – 1802                  | Föderalist            |
| David Meriwether            | 6. Dezember 1802 – 3. März 1807      | Democratic Republican |
| George Michael Troup        | 4. März 1807 – 3. März 1815          | Democratic Republican |
| Wilson Lumpkin              | 4. März 1815 – 3. März 1817          | parteilos             |
| Thomas Willis Cobb          | 4. März 1817 – 3. März 1821          | parteilos             |
| Alfred Cuthbert             | 4. März 1821 – 3. März 1827          | Democratic Republican |
| John Floyd                  | 4. März 1827 – 3. März 1829          | Demokrat              |
| Thomas Flournoy Foster      | 4. März 1829 – 3. März 1835          | Demokrat              |
| George Welshman Owens       | 4. März 1835 – 3. März 1839          | Demokrat              |
| Edward Junius Black         | 4. März 1839 – 3. März 1841          | Whig                  |
| Thomas Flournoy Foster      | 4. März 1841 – 3. März 1843          | Whig                  |
| William Henry Stiles        | 4. März 1843 – 3. März 1845          | Demokrat              |
| Seaborn Jones               | 4. März 1845 – 3. März 1847          | Demokrat              |
| Alfred Iverson              | 4. März 1847 – 3. März 1849          | Demokrat              |
| Marshall Johnson Wellborn   | 4. März 1849 – 3. März 1851          | Demokrat              |
| James Johnson               | 4. März 1851 – 3. März 1853          | Unionist              |
| Alfred Holt Colquitt        | 4. März 1853 – 3. März 1855          | Demokrat              |
| Martin Jenkins Crawford     | 4. März 1855 – 23. Januar 1861       | Demokrat              |
| Nelson Tift                 | 25. Juli 1868 – 3. März 1869         | Demokrat              |
| Richard Henry Whiteley      | 22. Dezember 1870 – 3. März 1875     | Republikaner          |
| William Ephraim Smith       | 4. März 1875 – 3. März 1881          | Demokrat              |
| Henry Gray Turner           | 4. März 1881 – 3. März 1893          | Demokrat              |
| Benjamin Edward Russell     | 4. März 1893 – 3. März 1897          | Demokrat              |
| James Mathews Griggs        | 4. März 1897 – 5. Januar 1910        | Demokrat              |
| Seaborn Anderson Roddenbery | 6. Februar 1910 – 25. September 1913 | Demokrat              |
| Frank Park                  | 4. November 1913 – 3. März 1925      | Demokrat              |
| Edward Eugene Cox           | 4. März 1925 – 24. Dezember 1952     | Demokrat              |
| John Leonard Pilcher        | 4. Februar 1953 – 3. Januar 1965     | Demokrat              |
| Maston Emmett O’Neal        | 3. Januar 1965 – 3. Januar 1971      | Demokrat              |
| Marvin Dawson Mathis        | 3. Januar 1971 – 3. Januar 1981      | Demokrat              |
| Charles Floyd Hatcher       | 3. Januar 1981 – 3. Januar 1993      | Demokrat              |
| Sanford Dixon Bishop        | seit 3. Januar 1993                  | Demokrat              |

## 3. Sitz (1789–1793/seit 1803)
| Name                              | Amtszeit                          | Partei                |
| --------------------------------- | --------------------------------- | --------------------- |
| George Mathews                    | 4. März 1789 – 3. März 1791       | parteilos             |
| Francis Willis                    | 4. März 1791 – 3. März 1793       | parteilos             |
| Joseph Bryan                      | 4. März 1803 – 1806               | Democratic Republican |
| Dennis Smelt                      | 1. September 1806 – 3. März 1811  | Democratic Republican |
| Bolling Hall                      | 4. März 1811 – 3. März 1817       | Democratic Republican |
| Joel Crawford                     | 4. März 1817 – 3. März 1821       | Democratic Republican |
| George Rockingham Gilmer          | 4. März 1821 – 3. März 1823       | Democratic Republican |
| George Cary                       | 4. März 1823 – 3. März 1827       | Democratic Republican |
| Tomlinson Fort                    | 4. März 1827 – 3. März 1829       | Demokrat              |
| Henry Graybill Lamar              | 4. März 1829 – 3. März 1833       | Demokrat              |
| William Schley                    | 4. März 1833 – 1. Juli 1835       | Demokrat              |
| Jesse Franklin Cleveland          | 5. Oktober 1835 – 3. März 1839    | Demokrat              |
| Julius Caesar Alford              | 4. März 1839 – 1. Oktober 1841    | Whig                  |
| Edward Junius Black               | 3. Januar 1842 – 3. März 1845     | Demokrat              |
| George Washington Bonaparte Towns | 5. Januar 1846 – 3. März 1847     | Demokrat              |
| John William Jones                | 4. März 1847 – 3. März 1849       | Whig                  |
| Allen Ferdinand Owen              | 4. März 1849 – 3. März 1851       | Whig                  |
| David Jackson Bailey              | 4. März 1851 – 3. März 1855       | Demokrat              |
| Robert Pleasant Trippe            | 4. März 1855 – 3. März 1859       | American Party        |
| Thomas Hardeman                   | 4. März 1859 – 23. Januar 1861    | Opposition Party      |
| William Posey Edwards             | 25. Juli 1868 – 3. März 1869      | Republikaner          |
| Marion Bethune                    | 22. Dezember 1870 – 3. März 1871  | Republikaner          |
| John Summerfield Bigby            | 4. März 1871 – 3. März 1873       | Republikaner          |
| Philip Cook                       | 4. März 1873 – 3. März 1883       | Demokrat              |
| Charles Frederick Crisp           | 4. März 1883 – 23. Oktober 1896   | Demokrat              |
| Charles Robert Crisp              | 19. Dezember 1896 – 3. März 1897  | Demokrat              |
| Elijah Banks Lewis                | 4. März 1897 – 3. März 1909       | Demokrat              |
| Dudley Mays Hughes                | 4. März 1909 – 3. März 1913       | Demokrat              |
| Charles Robert Crisp              | 4. März 1913 – 7. Oktober 1932    | Demokrat              |
| Bryant Thomas Castellow           | 8. November 1932 – 3. Januar 1937 | Demokrat              |
| Olin Stephen Pace                 | 3. Januar 1937 – 3. Januar 1951   | Demokrat              |
| Elijah Lewis Forrester            | 3. Januar 1951 – 3. Januar 1965   | Demokrat              |
| Howard Hollis Callaway            | 3. Januar 1965 – 3. Januar 1967   | Republikaner          |
| Jack Thomas Brinkley              | 3. Januar 1967 – 3. Januar 1983   | Demokrat              |
| Richard Belmont Ray               | 3. Januar 1983 – 3. Januar 1993   | Demokrat              |
| Michael Allen Collins             | 3. Januar 1993 – 3. Januar 2003   | Republikaner          |
| James Creel Marshall              | 3. Januar 2003 – 3. Januar 2007   | Demokrat              |
| Lynn A. Westmoreland              | 3. Januar 2007 – 3. Januar 2017   | Republikaner          |
| Anderson Drew Ferguson IV         | 3. Januar 2017 – 3. Januar 2025   | Republikaner          |
| Brian Jack                        | seit 3. Januar 2025               | Republikaner          |

## 4. Sitz (seit 1803)
| Name                       | Amtszeit                             | Partei                |
| -------------------------- | ------------------------------------ | --------------------- |
| Samuel Hammond             | 4. März 1803 – 2. Februar 1805       | Democratic Republican |
| Cowles Mead                | 4. März 1805 – 24. Dezember 1805     | parteilos             |
| Thomas Spalding            | 24. Dezember 1805 – 1806             | Democratic Republican |
| William Wyatt Bibb         | 26. Januar 1807 – 6. November 1813   | Democratic Republican |
| Alfred Cuthbert            | 13. Dezember 1813 – 9. November 1816 | Democratic Republican |
| Zadock Cook                | 2. Dezember 1816 – 3. März 1819      | Democratic Republican |
| John Alfred Cuthbert       | 4. März 1819 – 3. März 1821          | Democratic Republican |
| Edward Fenwick Tattnall    | 4. März 1821 – 1827                  | Democratic Republican |
| George Rockingham Gilmer   | 1. Oktober 1827 – 3. März 1829       | Demokrat              |
| James Moore Wayne          | 4. März 1829 – 13. Januar 1835       | Demokrat              |
| Jabez Young Jackson        | 5. Oktober 1835 – 3. März 1839       | Demokrat              |
| Walter Terry Colquitt      | 4. März 1839 – 21. Juli 1840         | Whig                  |
| Hines Holt                 | 1. Februar 1841 – 3. März 1841       | Whig                  |
| Roger Lawson Gamble        | 4. März 1841 – 3. März 1843          | Whig                  |
| John Millen                | 4. März 1843 – 15. Oktober 1843      | Demokrat              |
| Duncan Lamont Clinch       | 15. Februar 1844 – 3. März 1845      | Whig                  |
| Hugh Anderson Haralson     | 4. März 1845 – 3. März 1851          | Demokrat              |
| Charles Murphey            | 4. März 1851 – 3. März 1853          | Unionist              |
| William Barton Wade Dent   | 4. März 1853 – 3. März 1855          | Demokrat              |
| Hiram Warner               | 4. März 1855 – 3. März 1857          | Demokrat              |
| Lucius Jeremiah Gartrell   | 4. März 1857 – 23. Januar 1861       | Demokrat              |
| Samuel Francis Gove        | 25. Juni 1868 – 3. März 1869         | Republikaner          |
| Jefferson Franklin Long    | 22. Dezember 1870 – 3. März 1871     | Republikaner          |
| Thomas Jefferson Speer     | 4. März 1871 – 18. August 1872       | Republikaner          |
| Erasmus Williams Beck      | 2. Dezember 1872 – 3. März 1873      | Demokrat              |
| Henry Richard Harris       | 4. März 1873 – 3. März 1879          | Demokrat              |
| Henry Persons              | 4. März 1879 – 3. März 1881          | Unabhängiger          |
| Hugh Buchanan              | 4. März 1881 – 3. März 1885          | Demokrat              |
| Henry Richard Harris       | 4. März 1885 – 3. März 1887          | Demokrat              |
| Thomas Wingfield Grimes    | 4. März 1887 – 3. März 1891          | Demokrat              |
| Charles Leavell Moses      | 4. März 1891 – 3. März 1897          | Demokrat              |
| William Charles Adamson    | 4. März 1897 – 18. Dezember 1917     | Demokrat              |
| William Carter Wright      | 16. Januar 1918 – 3. März 1933       | Demokrat              |
| Emmett Marshall Owen       | 4. März 1933 – 21. Juni 1939         | Demokrat              |
| Albert Sidney Camp         | 1. August 1939 – 24. Juli 1954       | Demokrat              |
| John James Flynt           | 2. November 1954 – 3. Januar 1965    | Demokrat              |
| James Armstrong MacKay     | 3. Januar 1965 – 3. Januar 1967      | Demokrat              |
| Benjamin Bentley Blackburn | 3. Januar 1967 – 3. Januar 1975      | Republikaner          |
| Elliott Harris Levitas     | 3. Januar 1975 – 3. Januar 1985      | Demokrat              |
| Patrick Lynn Swindall      | 3. Januar 1985 – 3. Januar 1989      | Republikaner          |
| Ben Lewis Jones            | 3. Januar 1989 – 3. Januar 1993      | Demokrat              |
| John Elmer Linder          | 3. Januar 1993 – 3. Januar 1997      | Republikaner          |
| Cynthia Ann McKinney       | 3. Januar 1997 – 3. Januar 2003      | Demokrat              |
| Denise L. Majette          | 3. Januar 2003 – 3. Januar 2005      | Demokrat              |
| Cynthia Ann McKinney       | 3. Januar 2005 – 3. Januar 2007      | Demokrat              |
| Henry Calvin Johnson       | seit 3. Januar 2007                  | Demokrat              |

## 5. Sitz (seit 1813)
| Name                             | Amtszeit                            | Partei                |
| -------------------------------- | ----------------------------------- | --------------------- |
| John Forsyth                     | 4. März 1813 – 23. November 1818    | Democratic Republican |
| Robert Raymond Reid              | 18. Februar 1819 – 3. März 1823     | Democratic Republican |
| John Forsyth                     | 4. März 1823 – 7. November 1827     | Democratic Republican |
| Richard Henry Wilde              | 17. November 1827 – 3. März 1835    | Demokrat              |
| John W. A. Sanford               | 4. März 1835 – 25. Juli 1835        | Demokrat              |
| Thomas Glascock                  | 5. Oktober 1835 – 3. März 1839      | Demokrat              |
| Mark Anthony Cooper              | 4. März 1839 – 3. März 1841         | Whig                  |
| James Archibald Meriwether       | 4. März 1841 – 3. März 1843         | Whig                  |
| Howell Cobb II                   | 4. März 1843 – 3. März 1845         | Demokrat              |
| John Henry Lumpkin               | 4. März 1845 – 3. März 1849         | Demokrat              |
| Thomas C. Hackett                | 4. März 1849 – 3. März 1851         | Demokrat              |
| Elijah Webb Chastain             | 4. März 1851 – 3. März 1855         | Demokrat              |
| John Henry Lumpkin               | 4. März 1855 – 3. März 1857         | Demokrat              |
| Augustus Romaldus Wright         | 4. März 1857 – 3. März 1859         | Demokrat              |
| John William Henderson Underwood | 4. März 1859 – 23. Januar 1861      | Demokrat              |
| Charles Henry Prince             | 25. Juli 1868 – 3. März 1869        | Republikaner          |
| Stephen Alfestus Corker          | 22. Dezember 1870 – 3. März 1871    | Demokrat              |
| Dudley McIver DuBose             | 4. März 1871 – 3. März 1873         | Demokrat              |
| James Crawford Freeman           | 4. März 1873 – 3. März 1875         | Republikaner          |
| Milton Anthony Candler           | 4. März 1875 – 3. März 1879         | Demokrat              |
| Nathaniel Job Hammond            | 4. März 1879 – 3. März 1887         | Demokrat              |
| John David Stewart               | 4. März 1887 – 3. März 1891         | Demokrat              |
| Leonidas Felix Livingston        | 4. März 1891 – 3. März 1911         | Demokrat              |
| William Schley Howard            | 4. März 1911 – 3. März 1919         | Demokrat              |
| William David Upshaw             | 4. März 1919 – 3. März 1927         | Demokrat              |
| Leslie Jasper Steele             | 4. März 1927 – 24. Juli 1929        | Demokrat              |
| Robert C. Word Ramspeck          | 2. Oktober 1929 – 31. Dezember 1945 | Demokrat              |
| Helen Douglas Mankin             | 12. Februar 1946 – 3. Januar 1947   | Demokrat              |
| James Curran Davis               | 3. Januar 1947 – 3. Januar 1963     | Demokrat              |
| Charles Weltner                  | 3. Januar 1963 – 3. Januar 1967     | Demokrat              |
| Standish Fletcher Thompson       | 3. Januar 1967 – 3. Januar 1973     | Republikaner          |
| Andrew Jackson Young             | 3. Januar 1973 – 29. Januar 1977    | Demokrat              |
| William Wyche Fowler             | 6. April 1977 – 3. Januar 1987      | Demokrat              |
| John Robert Lewis                | 3. Januar 1987 – 17. Juli 2020      | Demokrat              |
| Kwanza Hall                      | 3. Dezember 2020 – 3. Januar 2021   | Demokrat              |
| Nikema Natassha Williams         | seit 3. Januar 2021                 | Demokrat              |

## 6. Sitz (seit 1813)
| Name                        | Amtszeit                          | Partei                |
| --------------------------- | --------------------------------- | --------------------- |
| Thomas Telfair              | 4. März 1813 – 3. März 1817       | Democratic Republican |
| William Terrell             | 4. März 1817 – 3. März 1821       | Democratic Republican |
| Wiley Thompson              | 4. März 1821 – 3. März 1833       | Democratic Republican |
| Roger Lawson Gamble         | 4. März 1833 – 3. März 1835       | Demokrat              |
| James C. Terrell            | 4. März 1835 – 8. Juli 1835       | parteilos             |
| Hopkins Holsey              | 5. Oktober 1835 – 3. März 1839    | Demokrat              |
| Richard Wylly Habersham     | 4. März 1839 – 2. Dezember 1842   | Whig                  |
| George Walker Crawford      | 7. Januar 1843 – 3. März 1843     | Whig                  |
| Hugh Anderson Haralson      | 4. März 1843 – 3. März 1845       | Demokrat              |
| Howell Cobb II              | 4. März 1845 – 3. März 1851       | Demokrat              |
| Junius Hillyer              | 4. März 1851 – 3. März 1855       | Demokrat              |
| Howell Cobb II              | 4. März 1855 – 3. März 1857       | Demokrat              |
| James Jackson               | 4. März 1857 – 23. Januar 1861    | Demokrat              |
| Pierce Manning Butler Young | 25. Juli 1868 – 3. März 1869      | Demokrat              |
| William Pierce Price        | 22. Dezember 1870 – 3. März 1873  | Demokrat              |
| James Henderson Blount      | 4. März 1873 – 3. März 1893       | Demokrat              |
| Thomas Banks Cabaniss       | 4. März 1893 – 3. März 1895       | Demokrat              |
| Charles Lafayette Bartlett  | 4. März 1895 – 3. März 1915       | Demokrat              |
| James Walter Wise           | 4. März 1915 – 3. März 1925       | Demokrat              |
| Samuel Rutherford           | 4. März 1925 – 4. Februar 1932    | Demokrat              |
| William Carlton Mobley      | 2. März 1932 – 3. März 1933       | Demokrat              |
| Carl Vinson                 | 4. März 1933 – 3. Januar 1965     | Demokrat              |
| John James Flynt            | 3. Januar 1965 – 3. Januar 1979   | Demokrat              |
| Newton Leroy Gingrich       | 3. Januar 1979 – 3. Januar 1999   | Republikaner          |
| John Hardy Isakson          | 23. Februar 1999 – 3. Januar 2005 | Republikaner          |
| Thomas E. Price             | 3. Januar 2005 – 10. Februar 2017 | Republikaner          |
| vakant                      | 10. Februar 2017 – 26. Juni 2017  |                       |
| Karen Handel                | 26. Juni 2017 – 3. Januar 2019    | Republikaner          |
| Lucia Kay McBath            | seit 3. Januar 2019               | Demokrat              |

## 7. Sitz (1823–1861/seit 1870)
| Name                              | Amtszeit                           | Partei                |
| --------------------------------- | ---------------------------------- | --------------------- |
| Thomas Willis Cobb                | 4. März 1823 – 6. Dezember 1824    | Democratic Republican |
| Richard Henry Wilde               | 7. Februar 1825 – 3. März 1825     | Democratic Republican |
| James Meriwether                  | 4. März 1825 – 3. März 1827        | Democratic Republican |
| Wilson Lumpkin                    | 4. März 1827 – 1831                | parteilos             |
| Augustin Smith Clayton            | 21. Januar 1832 – 3. März 1835     | Demokrat              |
| George Washington Bonaparte Towns | 4. März 1835 – 1. September 1836   | Demokrat              |
| Julius Caesar Alford              | 2. Januar 1837 – 3. März 1837      | Nationalrepublikaner  |
| George Washington Bonaparte Towns | 4. März 1837 – 3. März 1839        | Demokrat              |
| Thomas Butler King                | 4. März 1839 – 3. März 1843        | Whig                  |
| John Basil Lamar                  | 4. März 1843 – 29. Juli 1843       | Demokrat              |
| Absalom Harris Chappell           | 2. Oktober 1843 – 3. März 1845     | Whig                  |
| Alexander Hamilton Stephens       | 4. März 1845 – 3. März 1853        | Whig                  |
| David Addison Reese               | 4. März 1853 – 3. März 1855        | Whig                  |
| Nathaniel Greene Foster           | 4. März 1855 – 3. März 1857        | American Party        |
| Joshua Hill                       | 4. März 1857 – 23. Januar 1861     | American Party        |
| Pierce Manning Butler Young       | 22. Dezember 1870 – 3. März 1875   | Demokrat              |
| William Harrell Felton            | 4. März 1875 – 3. März 1881        | Unabhängiger          |
| Judson Claudius Clements          | 4. März 1881 – 3. März 1891        | Demokrat              |
| Robert William Everett            | 4. März 1891 – 3. März 1893        | Demokrat              |
| John W. Maddox                    | 4. März 1893 – 3. März 1905        | Demokrat              |
| Gordon Lee                        | 4. März 1905 – 3. März 1927        | Demokrat              |
| Malcolm Connor Tarver             | 4. März 1927 – 3. Januar 1947      | Demokrat              |
| Henderson Lovelace Lanham         | 3. Januar 1947 – 10. November 1957 | Demokrat              |
| Harlan Erwin Mitchell             | 8. Januar 1958 – 3. Januar 1961    | Demokrat              |
| John William Davis                | 3. Januar 1961 – 3. Januar 1975    | Demokrat              |
| Lawrence Patton McDonald          | 3. Januar 1975 – 1. September 1983 | Demokrat              |
| George Washington Darden          | 8. November 1983 – 3. Januar 1995  | Demokrat              |
| Robert Laurence Barr              | 3. Januar 1995 – 3. Januar 2003    | Republikaner          |
| John Elmer Linder                 | 3. Januar 2003 – 3. Januar 2011    | Republikaner          |
| Robert Woodall                    | 3. Januar 2011 – 3. Januar 2021    | Republikaner          |
| Carolyn Jordan Bourdeaux          | 3. Januar 2021 – 3. Januar 2023    | Demokrat              |
| Rich McCormick                    | seit 3. Januar 2023                | Republikaner          |

## 8. Sitz (1833–1861/seit 1873)
| Name                         | Amtszeit                            | Partei       |
| ---------------------------- | ----------------------------------- | ------------ |
| George Rockingham Gilmer     | 4. März 1833 – 3. März 1835         | Demokrat     |
| Seaton Grantland             | 4. März 1835 – 3. März 1839         | Demokrat     |
| Eugenius Aristides Nisbet    | 4. März 1839 – 12. Oktober 1841     | Whig         |
| Walter Terry Colquitt        | 3. Januar 1842 – 3. März 1843       | Demokrat     |
| John Henry Lumpkin           | 4. März 1843 – 3. März 1845         | Demokrat     |
| Robert Augustus Toombs       | 4. März 1845 – 3. März 1853         | Whig         |
| Alexander Hamilton Stephens  | 4. März 1853 – 3. März 1859         | Whig         |
| John James Jones             | 4. März 1859 – 23. Januar 1861      | Demokrat     |
| Alexander Hamilton Stephens  | 1. Dezember 1873 – 4. November 1882 | Demokrat     |
| Seaborn Reese                | 4. Dezember 1882 – 3. März 1887     | Demokrat     |
| Henry Hull Carlton           | 4. März 1887 – 3. März 1891         | Demokrat     |
| Thomas Graves Lawson         | 4. März 1891 – 3. März 1897         | Demokrat     |
| William Marcellus Howard     | 4. März 1897 – 3. März 1911         | Demokrat     |
| Samuel Joelah Tribble        | 4. März 1911 – 8. Dezember 1916     | Demokrat     |
| Tinsley White Rucker         | 11. Januar 1917 – 3. März 1917      | Demokrat     |
| Charles Hillyer Brand        | 4. März 1917 – 3. März 1933         | Demokrat     |
| Braswell Drue Deen           | 4. März 1933 – 3. Januar 1939       | Demokrat     |
| Willis Benjamin Gibbs        | 3. Januar 1939 – 7. August 1940     | Demokrat     |
| Florence Reville Gibbs       | 1. Oktober 1940 – 3. Januar 1941    | Demokrat     |
| John Strickland Gibson       | 3. Januar 1941 – 3. Januar 1947     | Demokrat     |
| William McDonald Wheeler     | 3. Januar 1947 – 3. Januar 1955     | Demokrat     |
| Iris Faircloth Blitch        | 3. Januar 1955 – 3. Januar 1963     | Demokrat     |
| James Russell Tuten          | 3. Januar 1963 – 3. Januar 1967     | Demokrat     |
| Williamson Sylvester Stuckey | 3. Januar 1967 – 3. Januar 1977     | Demokrat     |
| Billy Lee Evans              | 3. Januar 1977 – 3. Januar 1983     | Demokrat     |
| James Roy Rowland            | 3. Januar 1983 – 3. Januar 1995     | Demokrat     |
| Clarence Saxby Chambliss     | 3. Januar 1995 – 3. Januar 2003     | Republikaner |
| Michael Allen Collins        | 3. Januar 2003 – 3. Januar 2005     | Republikaner |
| Lynn A. Westmoreland         | 3. Januar 2005 – 3. Januar 2007     | Republikaner |
| James Creel Marshall         | 3. Januar 2007 – 3. Januar 2011     | Demokrat     |
| James Austin Scott           | seit 3. Januar 2011                 | Republikaner |

## 9. Sitz (1833–1843/seit 1873)
| Name                     | Amtszeit                        | Partei       |
| ------------------------ | ------------------------------- | ------------ |
| Seaborn Jones            | 4. März 1833 – 3. März 1835     | Demokrat     |
| Charles Eaton Haynes     | 4. März 1835 – 3. März 1839     | Demokrat     |
| Lott Warren              | 4. März 1839 – 3. März 1843     | Whig         |
| Hiram Parks Bell         | 4. März 1873 – 3. März 1875     | Demokrat     |
| Benjamin Harvey Hill     | 5. Mai 1875 – 3. März 1877      | Demokrat     |
| Hiram Parks Bell         | 13. März 1877 – 3. März 1879    | Demokrat     |
| Emory Speer              | 4. März 1879 – 3. März 1883     | Unabhängiger |
| Allen Daniel Candler     | 4. März 1883 – 3. März 1891     | Demokrat     |
| Thomas Elisha Winn       | 4. März 1891 – 3. März 1893     | Demokrat     |
| Farish Carter Tate       | 4. März 1893 – 3. März 1905     | Demokrat     |
| Thomas Montgomery Bell   | 4. März 1905 – 3. März 1931     | Demokrat     |
| John Stephens Wood       | 4. März 1931 – 3. Januar 1935   | Demokrat     |
| Benjamin Frank Whelchel  | 3. Januar 1935 – 3. Januar 1945 | Demokrat     |
| John Stephens Wood       | 3. Januar 1945 – 3. Januar 1953 | Demokrat     |
| Phillip Mitchell Landrum | 3. Januar 1953 – 3. Januar 1977 | Demokrat     |
| Edgar Lanier Jenkins     | 3. Januar 1977 – 3. Januar 1993 | Demokrat     |
| John Nathan Deal         | 3. Januar 1993 – 3. Januar 2003 | Republikaner |
| Charles Whitlow Norwood  | 3. Januar 2003 – 3. Januar 2007 | Republikaner |
| John Nathan Deal         | 3. Januar 2007 – 21. März 2010  | Republikaner |
| John Thomas Graves       | 14. Juni 2010 – 3. Januar 2013  | Republikaner |
| Douglas Allen Collins    | 3. Januar 2013 – 3. Januar 2021 | Republikaner |
| Andrew Scott Clyde       | seit 3. Januar 2021             | Republikaner |

## 10. Sitz (seit 1883)
| Name                       | Amtszeit                          | Partei         |
| -------------------------- | --------------------------------- | -------------- |
| Thomas Hardeman            | 4. März 1883 – 3. März 1885       | Demokrat       |
| George Thomas Barnes       | 4. März 1885 – 3. März 1891       | Demokrat       |
| Thomas Edward Watson       | 4. März 1891 – 3. März 1893       | Populist Party |
| James Conquest Cross Black | 4. März 1893 – 3. März 1897       | Demokrat       |
| William Henry Fleming      | 4. März 1897 – 3. März 1903       | Demokrat       |
| Thomas William Hardwick    | 4. März 1903 – 2. November 1914   | Demokrat       |
| Carl Vinson                | 3. November 1914 – 3. März 1933   | Demokrat       |
| Charles Hillyer Brand      | 4. März 1933 – 17. Mai 1933       | Demokrat       |
| Paul Brown                 | 5. Juli 1933 – 3. Januar 1961     | Demokrat       |
| Robert Grier Stephens      | 3. Januar 1961 – 3. Januar 1977   | Demokrat       |
| Druie Douglas Barnard      | 3. Januar 1977 – 3. Januar 1993   | Demokrat       |
| Clete Donald Johnson       | 3. Januar 1993 – 3. Januar 1995   | Demokrat       |
| Charles Whitlow Norwood    | 3. Januar 1995 – 3. Januar 2003   | Republikaner   |
| John Nathan Deal           | 3. Januar 2003 – 3. Januar 2007   | Republikaner   |
| Charles Whitlow Norwood    | 3. Januar 2007 – 13. Februar 2007 | Republikaner   |
| Paul Collins Broun         | 25. Juli 2007 – 3. Januar 2015    | Republikaner   |
| Jody Brownlow Hice         | 3. Januar 2015 – 3. Januar 2023   | Republikaner   |
| Mike Collins               | seit 3. Januar 2023               | Republikaner   |

## 11. Sitz (1893–1933/seit 1993)
| Name                     | Amtszeit                        | Partei       |
| ------------------------ | ------------------------------- | ------------ |
| Henry Gray Turner        | 4. März 1893 – 3. März 1897     | Demokrat     |
| William Gordon Brantley  | 4. März 1897 – 3. März 1913     | Demokrat     |
| John Randall Walker      | 4. März 1913 – 3. März 1919     | Demokrat     |
| William Chester Lankford | 4. März 1919 – 3. März 1933     | Demokrat     |
| Cynthia Ann McKinney     | 3. Januar 1993 – 3. Januar 1997 | Demokrat     |
| John Elmer Linder        | 3. Januar 1997 – 3. Januar 2003 | Republikaner |
| John Phillip Gingrey     | 3. Januar 2003 – 3. Januar 2015 | Republikaner |
| Barry D. Loudermilk      | seit 3. Januar 2015             | Republikaner |

## 12. Sitz (1913–1933/seit 2003)
| Name                      | Amtszeit                        | Partei       |
| ------------------------- | ------------------------------- | ------------ |
| Dudley Mays Hughes        | 4. März 1913 – 3. März 1917     | Demokrat     |
| William Washington Larsen | 4. März 1917 – 3. März 1933     | Demokrat     |
| Othell Maxie Burns        | 3. Januar 2003 – 3. Januar 2005 | Republikaner |
| John Jenkins Barrow       | 3. Januar 2005 – 3. Januar 2015 | Demokrat     |
| Richard Wayne Allen       | seit 3. Januar 2015             | Republikaner |

## 13. Sitz (seit 2003)
| Name               | Amtszeit            | Partei   |
| ------------------ | ------------------- | -------- |
| David Albert Scott | seit 3. Januar 2003 | Demokrat |

## 14. Sitz (seit 2013)
| Name                   | Amtszeit                         | Partei       |
| ---------------------- | -------------------------------- | ------------ |
| John Thomas Graves     | 3. Januar 2013 – 4. Oktober 2020 | Republikaner |
|                        | 4. Oktober 2020 – 3. Januar 2021 | vakant       |
| Marjorie Taylor Greene | seit 3. Januar 2021              | Republikaner |